# Ramon Maria Riudor i Capella
Ramon M. Riudor i Capella (Barcelona, 26 de juliol de 1867 – Tiana, 20 d'abril de 1938) va ser un arquitecte.
Era fill de Ramon Riudor i Nin, comerciant natural de Barcelona i de Maria Antònia Capella i Sabadell, natural de Mataró. Titulat l'agost de 1890. Entre els seus primers treballs hi ha el teatre del Balneari d'en Porcar (1890), al barri de Remolins de Tortosa, i la casa Formosa Ragué (1892) de Sant Sadurní d'Anoia. Realitzarà també un sepulcre per a Porcar i Tió, al cementiri del Poblenou, o de l'Est, a Barcelona (1894).
D'ençà de l'any 1900, i per espai de més de tres dècades, Riudor va ser arquitecte municipal de Tiana i hi realitzà moltes obres. En són exemples: can Guardiola, ca l'Artusa (1906), el Casino de Tiana-Sala Albèniz (1911-1915), can Boccato (1912) i can Fatjó (1914), can Bretós (1915), la parada del tramvia (1915-16), la casa de la Punxa–can Robert (1916-18), conservada parcialment, can Cruspinera (1917), can Mascaró (reforma 1920) o can Vergés (1927).